# Incognito (No Use for a Name)
Incognito è l'album di debutto dei No Use for a Name, pubblicato nel 1990. È stato prodotto da Brett Gurewitz dei Bad Religion.

## Tracce
1. DMV – 3:08
2. Sign the Bill – 2:08
3. It Won't Happen Again – 4:10
4. Hail to the King – 1:51
5. Weirdo – 2:37
6. Truth Hits Everybody – 2:44
7. Felix – 2:23
8. Noitall – 2:20
9. I Detest – 2:13
10. Puppet Show – 3:20
11. Record Thieves – 2:49
12. Power Bitch – 4:04

## Formazione
- Tony Sly - voce, chitarra
- Chris Dodge - chitarra
- Steve Papoutsis - basso
- Rory Koff - batteria